# Tyrone Corbin
Pour les articles homonymes, voir Corbin.
Tyrone Corbin, né le 31 décembre 1962 à Columbia, aux États-Unis, est un joueur et entraîneur américain de basket-ball. Il évolue au poste d'ailier.

## Carrière
Après sa carrière de joueur, il devient ensuite entraîneur, d'abord en tant qu'adjoint avec la franchise du Jazz de l'Utah. Il occupe ensuite le poste d'entraîneur en chef de cette équipe de 2011 à 2014.
Au début de la 2014-2015, il est nommé assistant de Mike Malone aux Kings de Sacramento. Le 15 décembre 2014, il est nommé entraîneur principal en intérim des Kings à la suite du licenciement de Mike Malone. Le 12 février 2015, il est démis de ses fonctions mais reste dans le club à titre de conseiller.

## Pour approfondir